# فايتوستيرول

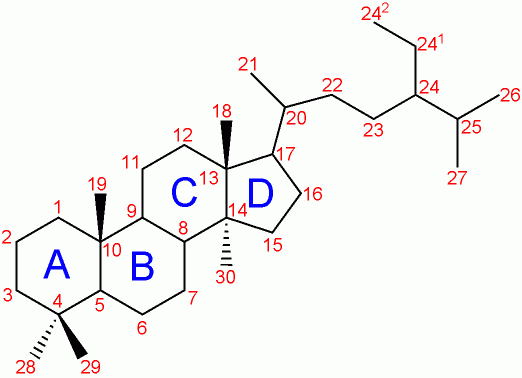
التركيب الكيميائي

الفايتوستيرول (ويسمى أيضا الستيرول النباتي)، هو مجموعة من السترويدات الكحولية، والفيتوكيميكال الطبيعية والتي تنتج بواسطة النباتات. وتنتج الفايتوستيرولات بطريقة طبيعية بكميات صغيرة في الزيوت النباتية، وبخاصة زيت نبق البحر (1640 mg/100ج زيت)، زيت الذرة (968 ملج/100ج), وزيت الصويا (327 ملج/100ج زيت).
ولا يوجد الفايتوستيرول إلا في النباتات، ويعمل كمضادات طبيعية لخفض الكولسترول في الدم . ومن المعروف أن مادة الكولسترول لا توجد إلا في المنتجات الغذائية الحيوانية المصدر، ولا توجد في أي منتج نباتي ولا في أي زيت نباتي على الإطلاق. وما هو موجود في النباتات ومنتجاتها هو مادة أخرى شبيهة التركيب بالكولسترول ومعاكسة له في عمله، وهي مواد فايتوستيرول. ولذا إذا احتوى غذاؤنا على منتجات نباتية غنية بمواد فايتوستيرول فإنه سيعمل على مقاومة وإعاقة امتصاص الأمعاء للكولسترول. وتحوي الإرشادات الطبية للجنة الخبراء في البرنامج القومي الأمريكي للتثقيف بالكولسترول، والذي تتبناه رابطة القلب الأمركية كنهج في التعامل الطبي مع مشكلة الكولسترول، يتضمن النصح بتناول كمية 2 جرام في اليوم من هذه المواد الطبيعية المخففة لنسبة الكولسترول بالجسم. وتوجد أنواع من منتجات عصير البرتقال وغيره بالأسواق العالمية، معززة بمواد فايتوستيرول. كما تطرح اليوم في الأوساط العلمية، وبشكل جدي، جدوى هذه المواد في تقليل الإصابات السرطانية.
وكان الباحثون السويديون هم أول من اكتشف جدوى هذه المواد النباتية الطبيعية في خفض الكولسترول، واستخلصوها في البدايات من أشجار الصنوبر.
ثم توالت الاكتشافات لها في المنتجات النباتية الأخرى. ووفق ما أشار إليه الباحثون من الولايات المتحدة ضمن عدد نوفمبر 2005 من المجلة الأمركية للزراعة وكيمياء الأطعمة فإن أغنى مصادر مواد فايتوستيرول هي بذور السمسم Sesame seeds ثم الفستق الحلبي pistachios ثم بذور [زهرة الشمس] ثم بذور القرع pumpkin seeds ثم اللوز ثم المكسرات البرازيلية Brazil nuts. وإذا ما اجتمع في المنتج النباتي مواد فايتوستيرول وألياف نباتية ودهون غير مشبعة، فإن هذه ثلاثة عوامل ثابتة الفائدة في تخفيف نسبة الكولسترول بالجسم دون أدنى شك طبي. وهذا بالضبط ما هو موجود في بذور زهرة الشمس.

## التركيب النباتي
تحتوي النباتات على مجموعة من الفيتوستيرول. وتعتبر هذه المجموعة أحد المكونات التركيبية في غشاء الخلية، تماما كالدور الذي يلعبه الكوليسترول في خلايا الثدييات.

## الاستخدامات

### جدل
مازال هناك جدل حول أمان وفاعلية استخدام الفايتوستيرول كإضافات غذائية. في حين تشير الدراسات الحديثة إلى أن إستخدمات تلك المواد كمكملات غذائية يمكن أن تقلل في معدلات الكوليسترول، وأظهرت بعض الدراسات أنه يمكن أن يكون لها تأثيرات سيئة على القلب، الشرايين والأوعية الدموية، حسب الكميات المستخدمة ضمن النظام الغذائي، أكثر مما يمكن أن تعطيه من فوائد.

#### الفوائد المحتملة
أقرت منظمة الأغذية والعقاقير بالتالي حول الفايتوستيرول: "الأغذية التي تحتوي على 0.4 جرام على الأقل لكل حصة ستيرول نباتي، تؤكل مرتين يوميا مع الوجبات لإجمالي السعرات الحرارية ل0.5 جرام على الأقل، جزء من نظام تقليل الدهون المشبعة والكوليسترول، ويمكن هذا أن يقلل من مخاطر أمراض القلب."*
الستيرولات يمكن أن تقلل من نسبة الكوليسترول في الدم بنسبة 10% إلى 15%.